# Princesa do Sul FC
Princesa do Sul FC is een Braziliaanse voetbalclub uit Floriano in de staat Piauí. 

## Geschiedenis
De club werd opgericht in 2001 en begon in 2003 te spelen in de tweede klasse van het Campeonato Piauiense, maar degradeerde meteen. Bij de terugkeer in 2005 werden ze vierde en door een uitbreiding van de hoogste klasse volstond dit om te promoveren. De club werd laatste en degradeerde meteen terug. De club keerde nog terug in 2009 en werd toen tiende op twaalf clubs. Omdat het aantal clubs teruggeschroefd werd speelde de club het jaar erop geen competitievoetbal, daar er ook geen tweede klasse meer was. In 2011 keerde de club nog eens terug en werd ook nu laatste. 